# Kvarntäkt
Kvarntäkt is een plaats in de gemeente Falun in het landschap Dalarna en de provincie Dalarnas län in Zweden. De plaats heeft 68 inwoners (2005) en een oppervlakte van 35 hectare. De directe omgeving van de plaats bestaat vooral uit bos.

## Verkeer en vervoer
Bij de plaats loopt de Riksväg 50.